# Chamaebatia foliolosa
Chamaebatia foliolosa är en rosväxtart som beskrevs av George Bentham. Chamaebatia foliolosa ingår i släktet Chamaebatia och familjen rosväxter. Inga underarter finns listade i Catalogue of Life.

## Bildgalleri

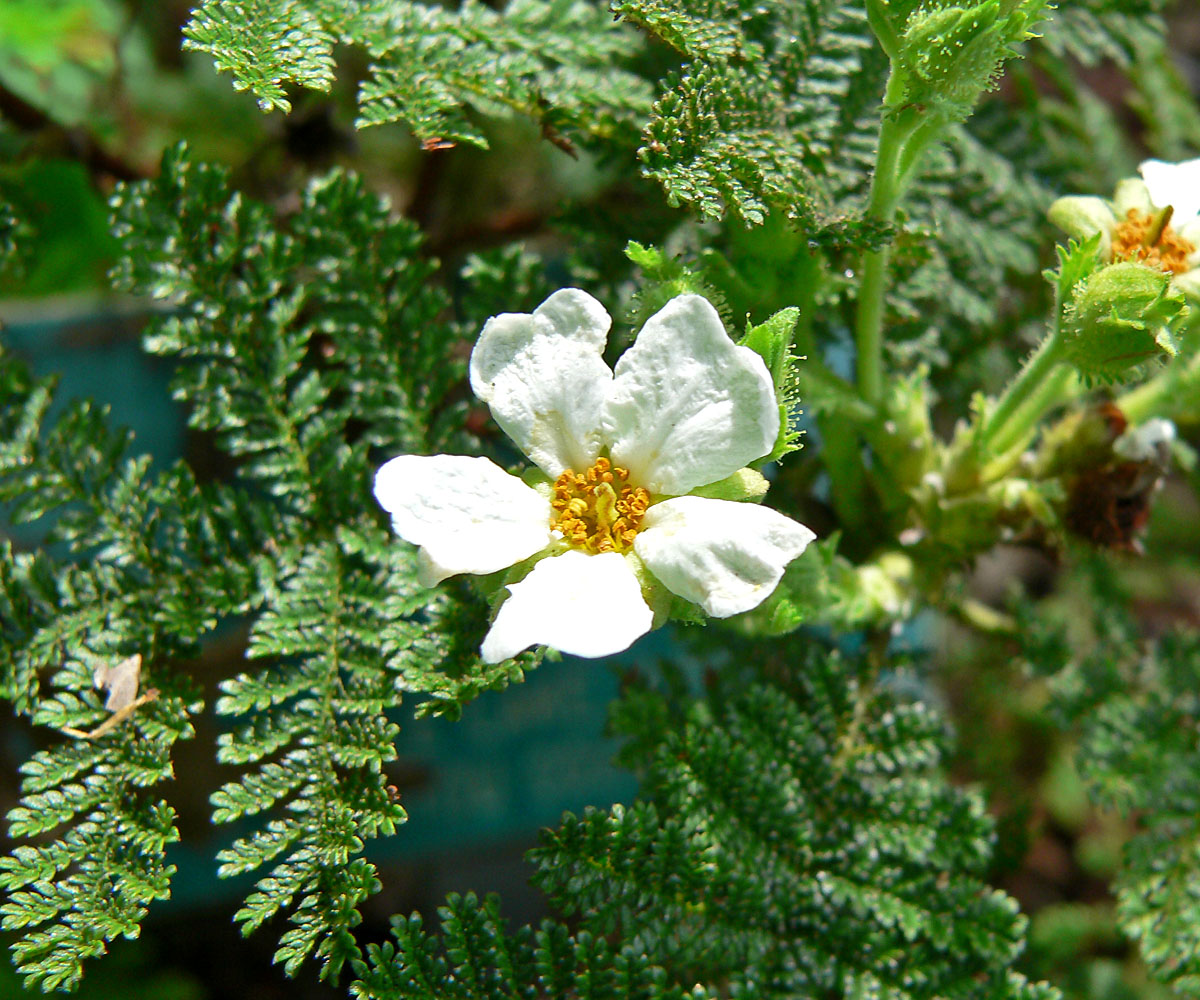
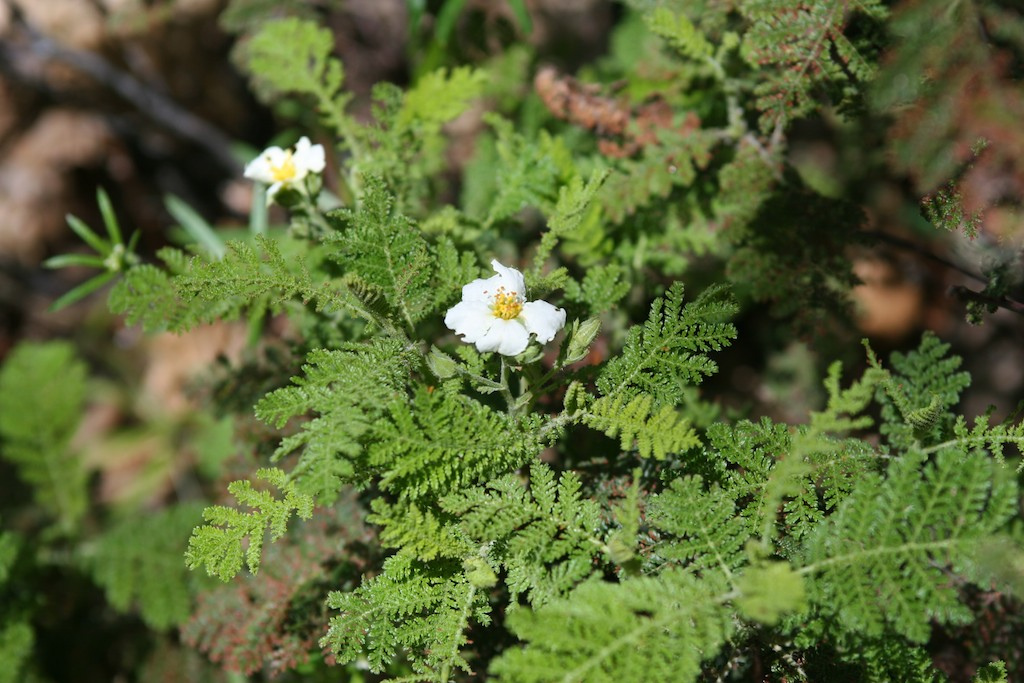